# Crazy Taxi 2
Crazy Taxi 2 is een computerspel voor de Dreamcast dat in 2001 uitkwam. Het spel is ontwikkeld door Hitmaker en gepubliceerd door Sega. De bedoeling is om passagiers op te pikken met een taxi en ze zo snel mogelijk naar hun bestemming te brengen.
Het spel heeft twee nieuwe steden vergeleken bij het eerste spel, "Around Apple" en "Small Apple", beide gebaseerd op New York. Er zijn vier nieuwe chauffeurs toegevoegd aan die van Crazy Taxi 1. Een nieuwe mogelijkheid is om meerdere passagiers een lift te geven om ze naar hun bestemming te brengen. Er worden topscores bijgehouden op het internet en een gespeeld spel is terug te bekijken.

## Ontvangst
| Beoordeeld door        | Jaar | Score |
| ---------------------- | ---- | ----- |
| Netjak                 | 2001 | 91%   |
| Game Informer Magazine | 2001 | 90%   |
| IGN                    | 2001 | 88%   |
| Game Informer Magazine | 2001 | 88%   |
| 4Players.de            | 2001 | 86%   |
| Planet Dreamcast       | 2001 | 85%   |
| Game Freaks 365        | 2001 | 82%   |
| SEGA-Portal.de         | 2009 | 80%   |
| Gamestyle              | 2008 | 80%   |
| GamePro (US)           | 2001 | 60%   |